# Astatotilapia sp. 'dwarf bigeye scraper'
Astatotilapia sp. nov. 'dwarf bigeye scraper' là một loài cá thuộc họ Cichlidae. Đây là loài đặc hữu của Kenya.